# Riječki tunel
Riječki tunel, također poznat pod nazivom TunelRi, pješački je tunel smješten u središtu grada Rijeke. Proteže se 350 metara ispod riječkoga Staroga grada, od katedrale sv. Vida do dvorišta Osnovne škole Dolac. Širok je oko 4 metra i prosječno visok 2,5 metra. Mjestimice se spušta na dubinu od deset metara. Ima dva slijepa odvojka i jedan nadzemni ulaz, odnosno izlaz. Jedan odvojak vodi ka Trgu Riječke rezolucije, točnije u Kanal RI, a za drugi se ne zna kamo. Tunel je prokopala talijanska vojska u razdoblju od 1939. do 1942. godine kako bi zaštitila civilno stanovništvo od savezničkih bombardiranja tijekom Drugog svjetskog rata. Na više mjesta duž tunela još uvijek se mogu vidjeti izvorni natpisi "Riservato all U. N. P. A." ("Rezervirano za protuzračnu obranu") iz Drugog svjetskog rata. Tijekom Domovinskog rata dio stanovništva u tunelu je u dva navrata potražilo zaštitu.
Nakon što je bio zatvoren 75 godina, tunel je preuređen i otvoren za javnost 5. svibnja 2017. Od tada služi kao turistička atrakcija i javni prolaz. Tunel je otvoren ljeti svakodnevno od 10 do 18 i ulaz je besplatan.
Prije otvaranja izvedeni su radovi. Postavljena su nova rasvjetna tijela, izvedeni su zahvati na strujnim instalacijama, postavljeni su strujni priključci, očišćen je tunel i dosut je parter pijesak. Prohodan je cijelom dužinom i unutarnje temperature 15 °C. U sklopu otvaranja, postavljena je video instalacija Tunel-RI, kao prva faza rada medijskog umjetnika Sandra Đukića iz Zagreba.